# Archieparquía de Mira de los greco-melquitas
La archieparquía titular de Mira de los greco-melquitas (en latín: Archieparchia Myrensis Graecorum Melkitarum) es una archieparquía titular de la Iglesia católica conferida a miembros de la Iglesia greco-melquita católica. Corresponde a una antigua arquidiócesis del patriarcado de Constantinopla cuya sede estaba en la ciudad de Mira, cerca de la moderna ciudad de Demre en la actual Turquía. 

## Historia
Mira es una antigua sede metropolitana de la provincia romana de Licia en la diócesis civil de Asia y en el patriarcado de Constantinopla.
La ciudad era la sede de una antigua comunidad cristiana, cuyos orígenes se remontan a los albores del cristianismo. Se menciona en los Hechos de los Apóstoles (27.5) como el lugar de paso del apóstol Pablo de Tarso en su viaje que lo llevó de Cesarea de Palestina a Roma. El Menologio griego recuerda a Nicandro, que habría recibido la ordenación sacerdotal de manos del apóstol Tito de Creta y fue martirizado bajo Domiciano en 95. Los Hechos de Pablo y Tecla probablemente dan testimonio de la existencia de una comunidad cristiana en Mira en el siglo II.
En 325 Mira se convirtió en una sede metropolitana cuando, con motivo de la recuperación de la autonomía política de Licia, se convirtió en la capital regional. En este período se encuentra la figura de san Nicolás, obispo de Mira, pero conocido en Occidente como Nicolás de Bari. Entre los otros arzobispos de Mira estuvieron: Pedro, quien escribió escritos teológicos en defensa del Concilio de Calcedonia, escritos que fueron citados por san Sofronio y Focio; los obispos Teodoro y Nicolás, que participaron en el Concilio de Nicea II en 787, el primero representante del partido iconoclasta, el segundo del partido ortodoxo; varios obispos documentados por fuentes epigráficas y de sellado; Eustacio en el siglo XII, un prolífico escritor eclesiástico, transferido a la sede de Tesalónica.
La metrópolis está documentada en la Notitiae Episcopatuum del patriarcado de Constantinopla hasta finales del siglo XIV. En estos ocupa un puesto que varía entre el lugar 19 y 23 en el orden jerárquico de las metrópolis del patriarcado. Hay varias diócesis sufragáneas asignadas a la provincia eclesiástica de Mira: su número varía de 33 a 37 en las distintas Notitiae. Estas incluyen las diócesis de Acalisso, Acanda, Acarasso, Antifello, Arassa, Aricanda, Balbura, Bubón, Candiba, Cauno, Ciane, Coma, Comba, Coridala, Enoanda, Eudocia, Faseli, Fello, Limira, Marciana, Olympus, Patara, Pinara, Podalia, Rodiapoli, Sidima, Telmisso, Tlos, Xanto, Zenopoli.
La metrópolis de Mira ya no aparece en la última nota de Notitia, que data del siglo XV, después de la conquista otomana definitiva del Imperio bizantino. Durante este período, debido a la fuerte disminución de la presencia cristiana en la región, la sede fue suprimida. Dos intentos de restaurar la sede no tuvieron éxito (1646-51 y 1786-90), y la sede se anexó definitivamente a la metrópolis pisidiana.
Después de un asedio en 809, Mira cayó ante las tropas abásidas bajo el califa Harun al-Rashid. Al principio del reinado de Alejo I Comneno (gobernado entre 1081 y 1118), Mira fue nuevamente alcanzada por los invasores islámicos, esta vez los turcos selyúcidas.

### Sede titular
Una sede titular católica es una diócesis que ha cesado de tener un territorio definido bajo el gobierno de un obispo y que hoy existe únicamente en su título. Continúa siendo asignada a un obispo, quien no es un obispo diocesano ordinario, pues no tiene ninguna jurisdicción sobre el territorio de la diócesis, sino que es un oficial de la Santa Sede, un obispo auxiliar, o la cabeza de una jurisdicción que es equivalente a una diócesis bajo el derecho canónico.
La archieparquía titular de Mira de los greco-melquitas fue suprimida en 1925,restaurada en 1959, rebajada a diócesis titular en 2002 y de nuevo elevada a archieparquía titular el 17 de octubre de 2006. Fue conferida por primera vez por la Santa Sede el 25 de abril de 1920 al obispo de Etienne Soukkarie.
Existe además la arquidiócesis titular latina de Mira.

## Cronología de los obispos

### Obispos de la sede residencial
- San Nicandro † (siglo I)
- Nicolás I † (siglo III)
- San Nicolás II † (siglo IV)
- Taziano † (después de 375/377-después de 381)[7]
- Erenniano † (mencionado en 431)[8]
- Romano † (antes de 449-después de 451)[9]
- Pedro † (antes de 457-después de 458)[10]
- Nicolás III † (primera mitad del siglo VI)[11]
- Filipo † (antes de 542 circa-después de 553)[12]
- Macario ? † (mencionado en 564)[13]
- Modesto † (siglo VI)[14]
- Anastasio † (siglo VII)[15]
- Teodoro I ? † (siglo VII)[16]
- Anastasio † (siglo VII)[17]
- Polieucto † (mencionado en 680)[18]
- Teófilo † (siglo VIII)[19]
- Teodoro II † (mencionado en 787)[20]
- Nicolás IV ? † (mencionado en 787)[21]
- Niceta † (mencionado en 824)[22]
- Nicolás V † (mencionado en 869)[23]
- Teodosio † (mencionado en 879)[24]
- Ignacio † (siglo X)[25]
- Timoteo † (X-siglo XI)[26]
- Jorge † (X-siglo XI)[27]
- Miguel † (mencionado en 1030)[28]
- León † (mencionado en 1054)
- Constantino † (segunda mitad del siglo XI)[29]
- Demetrio † (antes de 1071-después de 1079)[30]
- Teodoro III † (mencionado en 1143)
- Anónimo † (mencionado en 1151)
- Cristoforo † (mencionado en 1166)
- Eustacio † (?-siglo XII nombrado arzobispo de Tesalónica)
- Mateo † (siglo XIII)

### Obispos de la sede titular
- Etienne Soukkarie † (25 de abril de 1920-25 de noviembre de 1921 falleció)
- Joseph Elias Tawil † (23 de octubre de 1959-28 de junio de 1976 nombrado archieparca a título personal de Newton)
- Basile Khoury, B.S. † (25 de agosto de 1977-22 de abril de 1985 falleció)
- Georges Nicolas Haddad, S.M.S.P. (20 de abril de 2002-17 de octubre de 2006 nombrado archieparca de Baniás)
- Michel Abrass, B.A. (11 de noviembre de 2006-21 de junio de 2014 nombrado archieparca de Tiro)[31]